# دامنجان (سرآب)
دامنجان یکی از روستاهای استان آذربایجان شرقی است که در دهستان ابرغان بخش مرکزی شهرستان سرآب واقع شده‌است.